# Esbjerg og Grindsted Sygehus
Esbjerg og Grindsted Sygehus (tidligere Sydvestjysk Sygehus) er det fælles navn for to sygehuse beliggende i Esbjerg og Grindsted, et nærhospital i Varde og en veneklinik i Brørup, da det lille sygehus i Brørup lukkede med udgangen af 2008.
Sygehuset drives af Region Syddanmark. I 2008 havde sygehusene et budget på 1,532 mia. kr. og beskæftigede 2.500 ansatte. I 2008 havde Esbjerg og Grindsted Sygehus 41.460 indlæggelser og 248.000 ambulante behandlinger.
Det største og ældste af sygehusene er Esbjerg Sygehus, der indtil strukturreformen i 2007 hed Esbjerg Centralsygehus. Sygehuset blev etableret i 1890 som et lille epidemisygehus med 24 senge. Sygehuset i Grindsteds historie går tilbage til 1903, mens Brørup har haft sygehus siden 1908.
I oktober 2022 skiftede Sygehuset navn fra Sydvestjysk Sygehus til Esbjerg og Grindsted Sygehus.
Nærhospitalet i Varde fungere som basis- og akutsygehus for Esbjerg og Grindsted. Hospitalet varetager en række basisopgaver indenfor kirurgiske og behandlingsmæssige områder via ambulatorier og afdelinger. Man kan i dag også blive indlagt i Varde, som har taget en del af belastningen i Grindsted og Esbjerg.
Veneklinikken i Brørup er et mindre sygehus som specialiserer sig indenfor karkirurgi og skumbehandling.